# 安東理紗
安東 理紗（あんどう りさ、1983年3月24日 - ）は、元東北放送（TBC）のアナウンサー。

## 来歴・人物
岡山県で誕生後、各地の転々を経て、東京都武蔵野市で育つ。吉祥女子中学校・高等学校、中央大学文学部卒業。2005年、東北放送入社。同期入社は守屋周。
ニックネームは「りさっち」だが、「安東さん」と呼ばれることが多い。サンドウィッチマンからは「あんちゃん」と呼ばれている。
全米ヨガアライアンス200時間、マタニティヨガ(産前ヨガ)、骨盤調整ヨガ、指ヨガのインストラクター資格を持っている。
2007年から6年間、韓国の韓国観光名誉広報大使を務めていた。また、韓国の安東市（アンドンし）から、同じ漢字の名字であることが縁で「安東観光名誉広報大使」に委嘱された（日本人で唯一）。
東北放送のアナウンサー6人とフリーアナウンサーのロジャー大葉で結成したバンドMic Breakersのサクソフォーン担当。
「サンドの笑福2011新春・初売テレビ」(宮城県ローカル)のエンディングで2011年1月1日にサラリーマンと結婚したことを発表した。
2013年9月から産休に入り、11月に長男を出産。2015年4月に復職。
2015年5月より『COLORS』金曜日を担当することが2015年4月24日に発表された。
2015年9月30日より『COLORS』水曜日に担当が変わった。
2016年10月より産休に入り、12月に長女を出産。2018年4月復職。
2022年3月30日放送の『en∞Voyage』にて、東北放送を退職する事を発表。

## 現在の出演番組

### テレビ
- Rakuten TV　(2024年～　、野球中継リポーター)

## 過去の出演番組

### テレビ
- 2時のチャイハネ（木・金曜日藤崎前からの中継担当〕）(2005年)
- 笑福2009 サンドの新春・初売りスペシャル！(2009年1月1日)
- 祝！成人企画 田中将大のガチでいってみよう！(2009年1月3日)
- 女子アナ地元宣伝バトル！～今年の夏はどこに行こう？～(2009年7月20日)
- サンドの笑福2010新春初売りテレビ(2010年1月1日)
- 生中継!TBC夏まつり2010(メインMC担当、2010年7月24日)
- サンドの笑福2011新春・初売テレビ!(2011年1月1日)
- サンドの新春・初売TV2012(2012年1月1日)
- 1億3000万人が見たい JNN28局女子アナ発 今年は絶対コレがくる 全国ご当地ネタ選手権 JJJ-1グランプリ(2012年1月1日)
- サンドの新春・初売TV2013 (2013年1月1日)
- ふしぎのトビラ（2007年10月～2011年2月、第2土曜日放送）
- ウォッチン！プラス－絆みやぎ－(2011年5月28日～2013年3月30日、2015年6月20日-2016年9月23日)
- 生中継！定禅寺ストリートジャズフェスティバル2018 (2018年9月8日)
- 祝！名取市誕生60年！～僕の故郷に大師匠がやってきた (2018年9月29日)
- ぶち広島vsイギナリ宮城 (2018年12月8日)
- ダケジャナイ 仙台 (2019年3月16日)
- カミナリの新春初売りTV(2020年1月1日)
- ごごスマ(2021年3月10日、宮城県山元町から中継)
- 笑福！パンサー尾形のみやぎ新春・初売スペシャル！(2022年1月1日)
- ウォッチン!みやぎ（2019年4月～2022年3月、木・金担当、2013年8月まで水・木曜担当。2013年3月29日までは水曜～金曜担当）
- ひるまでウォッチン　(～2022年3月31日、木・金担当)
- TBCニュース
- 河北新報ニュース

### ラジオ
- COLORS（2016年9月まで水曜担当）
- YAGIYAMA発 ラジオな気分（2009年3月まで毎週月曜のラジオカー担当、それ以前はアシスタントしていた)
- FINE MUSIC（2005年度:毎週月・火曜日担当 2006年度:毎週月曜日担当 22:30~23:00 ）
- TBCイーグルスナイター&イーグルスベースボール・リポーター（2006年、2007年）
- 生島ヒロシのおはよう定食・生島ヒロシのおはよう一直線（TBSラジオ・2011年9月5日、TBCからの生放送）
- マイプレイリスト(ニッポン放送、2011年12月2日)
- 安東理紗のアンニョン韓国スーパー(2013年9月まで、毎月最終月曜日)
- 安東理紗のアンニョン韓国 (2013年9月まで、ロジャー大葉のラジオな気分内、月曜日)
- 「この人を家族の元へ ～歯科医師がみた東日本大震災～」(2019年3月11日、ナレーション担当)
- TBCラジオde夏まつり（2020年7月19日、MC）
- おかんDJ漫遊記（2021年4月23日、ラジオ大阪「ぐるぐるラジオ」内コーナー、電話出演）
- ロジャー大葉のラジオな気分 → GoGoはみみこい ラジオな気分（月曜、火曜のアシスタント、2018年4月～2021年9月）
- En∞Voyage(水曜日～2022年3月30日、2020年10月～2021年9月は金曜日担当)
- TBCニュース
- 河北新報ニュース

東北放送退社後
- 第38回名取交響吹奏楽団定期演奏会　MC　(2022年～)
- つながる心 つながる力 みんなでつくる復興コンサート　MC　(2024年、2025年)
- 宮城県政150周年式典　MC　(2022年11月1日）
- 小島よしおのまちぶらサイエンス　(MC担当、TBCテレビ、2024年3月30日)
- 宝くじドカーンと2000万円スペシャル 仙台版　(レポーター、TBCテレビ、2024年5月17日)
- 未来へのバトン～東日本大震災から14年～ (レポーター、仙台CATV、2025年3月11日)
- 小島よしおのまちぶらサイエンス(MC、TBCテレビ、2025年3月20日)

## エピソード
2005年の入社後は約2年間、主にスポーツを担当した。
幼少期は父親の仕事の都合で引っ越しが多く、仙台市内の幼稚園に通ったり、小学4年生から6年生までをフランスなどに住んでいたことがある。このため、「自分には故郷と言えるような場所がない。自分の故郷と言える場所が欲しくて地方局のアナウンサーを志望した」と述べている。中学から大学までは東京に住んでいた。
学生時代の部活は演劇部と放送部。小さい頃憧れていたアナウンサーは中村江里子。
生まれ故郷の岡山県には現在も祖母が住んでおり、番組などでは岡山生まれ、武蔵野市や吉祥寺のことを地元と使い分けている。
学生時代にニッポン放送でアルバイトしており、ロンドンブーツ1号2号・田村淳やSNAIL RAMP・竹村あきらの「オールナイトニッポンいいネ!」で書類コピーなど雑用をしていた。竹村が東北放送にやって来たときに再会している。なお、このアルバイトの前任者は後に東北放送で同期となる前述の守屋周だった。他にマクドナルドや居酒屋でのアルバイト経験がある。
東北放送のラジオ番組に初登場したのは入社式の行われた日の2005年4月1日『八木山発ラジオな気分』。
ラジオ番組の企画でサックスを習い始め、番組内で披露した他に、2007年の定禅寺ストリートジャズフェスティバルでもロジャー大葉達とともに演奏している。また、「生中継! 定禅寺ストリートジャズフェスティバル2012」(2012年9月8日)で、サックスプレイヤーの小林香織の横で演奏を披露した。ただし、佐々木淳吾アナによると「安東さんはサックスの話をされるのを嫌がる」。また、2021年「ラジオな気分」の中でウクレレを演奏した。
元仙台放送の早坂牧子や元東日本放送の奥村奈津美と親しく、3人で定期的に食事会を開いていたことをブログで明かしている。奥村は2021年2月に「ラジオな気分」に防災士として電話出演し、安東と初共演した。
東日本大震災の孤児を長期的に支援する「SENDAI青い鳥PROJECT」(2015年で活動終了)のサポーターである。
2013年1月10日、仙台南警察署の1日警察署長を務めた。
高速道路を自分で運転したことがない。教習所の高速道路教習もバーチャルだったため、一度も運転したことがない。
2021年3月11日、ラジオ番組『3.11絆みやぎ明日へ』の中で放送された「希望を植える〜夢を耕す22歳の挑戦〜」は安東が南三陸町で新しく農業を始めた女性とその周りの人々について約2年間取材したもので、企画編集も安東が行った。なお、ナレーターは同期の守屋周が担当した。 
名取交響吹奏楽団の定期演奏会の司会を10年以上務めている。